# Piarosoma albicinctum
Piarosoma albicinctum är en fjärilsart som beskrevs av George Francis Hampson 1892. Piarosoma albicinctum ingår i släktet Piarosoma och familjen bastardsvärmare. Inga underarter finns listade i Catalogue of Life.